# Vicente de Huesca
Vicente de Huesca, conocido también como San Vicente Mártir (Huesca – Valencia, c. 304), fue un clérigo hispanorromano, diácono de San Valero de Zaragoza. Fue denunciado y encarcelado bajo Diocleciano, por lo que la Iglesia lo venera como San Vicente Mártir.
Según la tradición, Vicente fue acusado de la predicación de la fe, a causa de un impedimento del habla que afectaba al obispo Valero.

## La persecución en Hispania
Se originó una sangrienta persecución contra los cristianos, decretada por los emperadores Diocleciano y Maximiano. En marzo de 303 se publica el primer edicto imperial en este sentido, que llevó a cabo el prefecto Publio Daciano, quien vino de Roma y permaneció en la Península dos años, ensañándose con fanatismo y crueldad en la población cristiana. Publio  Daciano llegó a Hispania por Gerona, donde encargó el cumplimiento de los decretos imperiales al juez Rufino, pasando él a Barcelona y después a Zaragoza.
Valero y Vicente fueron prendidos en el año 303 por orden del prefecto Publio Daciano, y trasladados a Valencia. Valero fue condenado al destierro, mientras que Vicente sufrió el martirio. Su muerte se produjo en fecha imprecisa —la tradición le asigna el 22 de enero— en el año 304 o 305. De acuerdo a la leyenda, convirtió antes de morir a su verdugo.
El cuerpo de Vicente fue trasladado, en el mismo siglo de su martirio, a una necrópolis situada (en aquel tiempo) fuera de los muros de la ciudad; en torno a su tumba creció un arrabal cristiano, y se levantó después la iglesia conocida como San Vicente de la Roqueta (hoy parroquia de Cristo Rey), que mantuvo el culto durante toda la época islámica, estando documentados distintos propietarios cristianos, como el Monasterio de San Juan de la Peña o el Monasterio de Poblet. El culto continuo que se le dedicó en época de la dominación musulmana, corroborado por las modernas excavaciones arqueológicas, es la prueba más precisa de la existencia de una abundante población mozárabe cristiana.

## Martirio de Vicente
La tradición más antigua sobre la pasión de Vicente nos la da el poema V del Peristephanon, una oda en honor de los mártires escrita por el poeta calagurritano Prudencio, y datable a finales del siglo IV. Según este poema, Vicente fue colocado en una cruz en aspa que fue emoleada como catasta, donde le rompieron los huesos, le azotaron, y le abrieron las carnes con uñas de garfios de acero. Pero, no pudiendo minar su resistencia, mandó entonces Daciano que fuese desollado y colocado en una parrilla en ascuas. Fue arrojado más tarde a una mazmorra, donde falleció poco después. Su cuerpo fue abandonado en un muladar o basurero (donde se levantaría una ermita, hoy parroquia de San Vicente Mártir en Benimámet), donde fue defendido por un cuervo frente a la amenaza de un lobo. Continúa diciendo el poema que, para asegurarse la desaparición del cuerpo, Daciano ordenó arrojarlo al mar, en un pellejo, con una piedra de molino; pero el cuerpo fue devuelto a la orilla, siendo de allí recogido y escondido por la comunidad cristiana.

## Sepultura y reliquias
Tras la legalización del cristianismo por el Edicto de Milán en 313, los restos de Vicente recibieron sepultura a las afueras de la Valencia romana, en el lugar donde hoy se alza la actual parroquia de Cristo Rey. En el presbiterio de este templo se conserva un supuesto pedazo de la piedra de molino con la que le arrojaron al mar; también hay una réplica del sepulcro del santo.

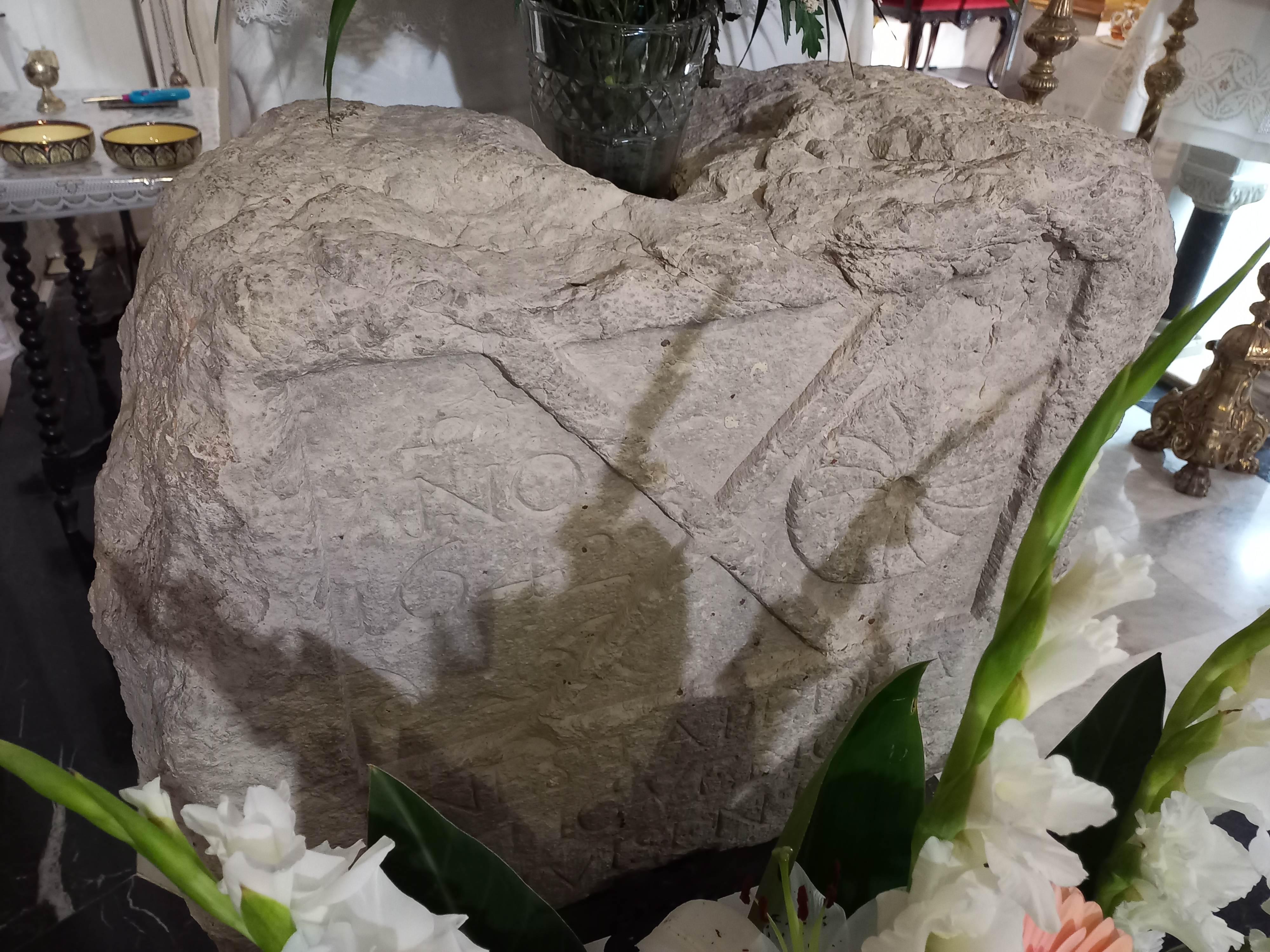
Piedra que la tradición presenta como pedazo de la rueda de molino de San Vicente. Parroquia de Cristo Rey, Valencia.

Tras sobrevenir la invasión musulmana, las reliquias del santo desaparecieron. Las tradiciones sobre su posible paradero son diversas, e incluso contradictorias; hay, incluso, quienes defienden que fueron escondidas y nunca salieron de Valencia, y que continúan ocultas en algún lugar del subsuelo de la antedicha parroquia.
Una de las tradiciones más asentadas afirma que los restos fueron rescatados (como muchos otros en el resto de la península) y trasladados a Portugal, a una ermita de Sagres, en el Algarve, junto al Cabo de San Vicente (que le debe su nombre). Desde allí serían después llevadas hasta Lisboa en el siglo XII, tras la conquista de la ciudad por el rey portugués Alfonso I. Estos restos son los que están contenidos en una arqueta guardada en la catedral de la capital portuguesa, cuya diócesis le tiene como patrono principal.
Una tradición afirma que una reliquia del santo habría sido llevada por un anónimo obispo valenciano que peregrinaba a Tierra Santa, pero que le sobrevino la muerte en la ciudad italiana de Bari, en 1104, y allí se quedó. El 16 de octubre de 1970 fue entregada a la Catedral de Valencia, regalada por la familia propietaria de la reliquia, residente en Vigonovo. La reliquia en cuestión es el brazo izquierdo; y según estudios forenses, pertenece a un hombre joven, presenta quemaduras en la piel y se remonta al siglo IV.[cita requerida] Se conserva en la actualidad en la Capilla de San Vicente Mártir de la Catedral de Valencia. Salió en procesión el jueves, 22 de enero de 2004, al igual que cuando se inauguró el año santo; una imagen que se repetirá de nuevo dentro de cien años.
En el año 540 la ciudad de Zaragoza sufrió el asedio de los francos, al mando del rey Childerico I. La ciudad les ofreció la estola y la dalmática del santo que conservaba la ciudad a cambio de levantar el asedio. En 542 Childerico fundó una iglesia en honor al santo con estas reliquias, actualmente llamada Sant Germain des Prés. La capital aragonesa conserva otras reliquias del santo, enviadas desde Portugal y que se conservan en el magnífico busto relicario que encargó Benedicto XIII para la Seo de Zaragoza.

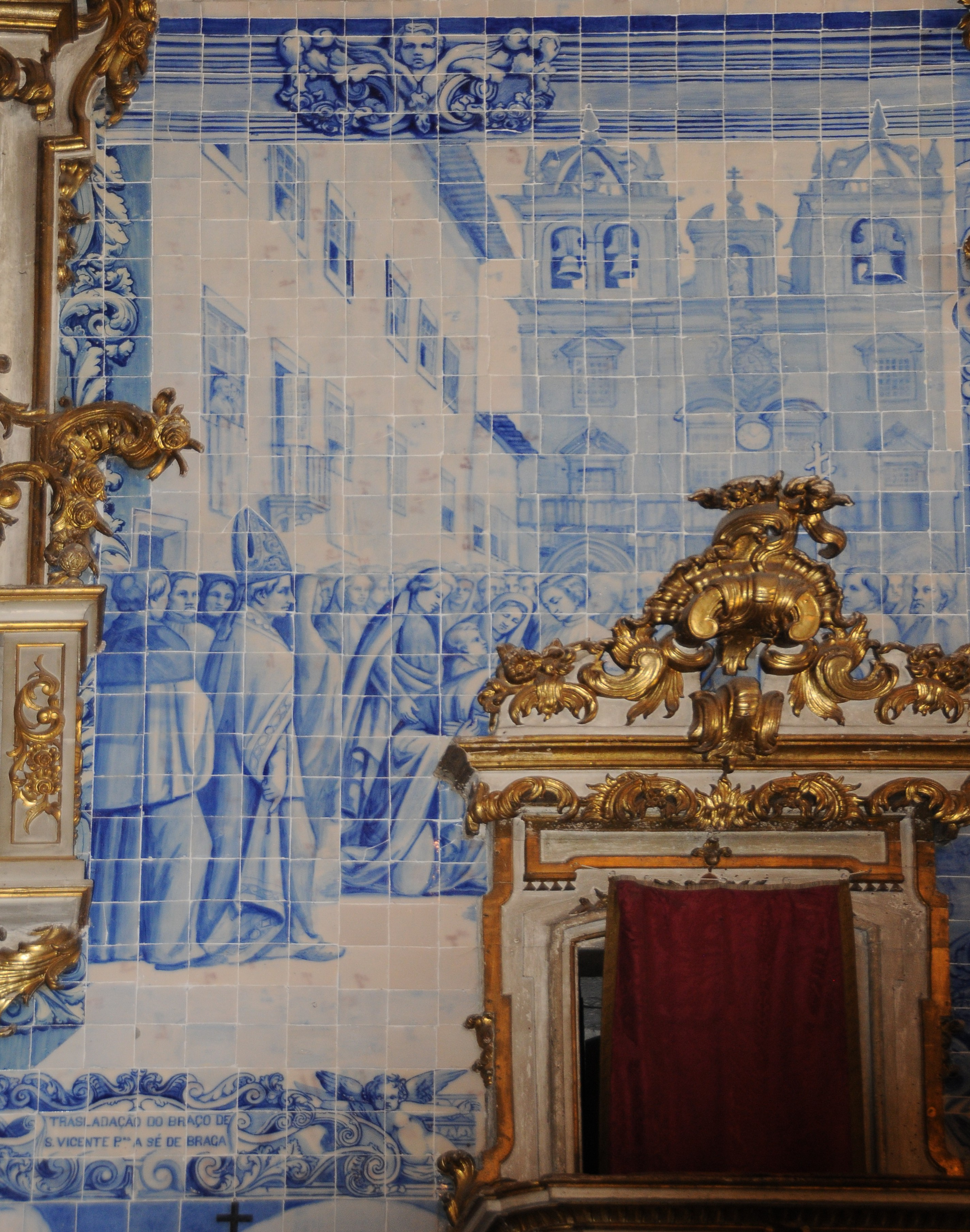
Azulejos del traslado del brazo de San Vicente a la Catedral de Braga

El otro supuesto brazo del mártir se conserva en la Catedral de Braga.

## Iconografía y culto

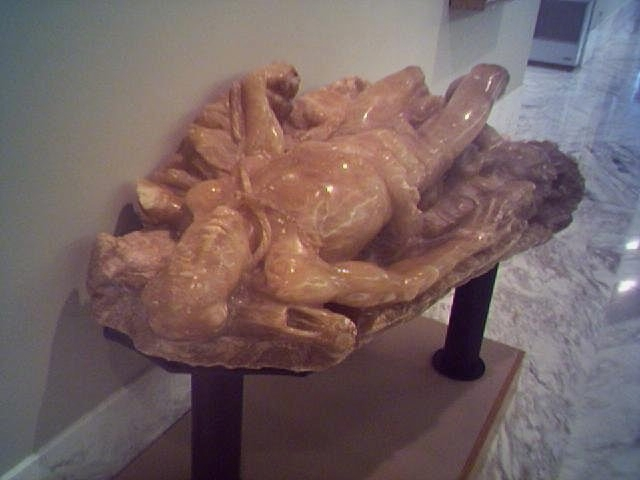
San Vicente Mártir arrojado al muladar. Escultura en alabastro. Documentado 1533 - Diego de Tredia - Museo de Bellas Artes de Valencia.

Suele aparecer en pintura con las vestimentas de su rango, acompañado por un cuervo o sujeto a una muela de molino. Estos símbolos hacen referencia a su largo y atroz martirio.
Es patrono de Lisboa, Huesca (su localidad natal), de la localidad de Ardanaz de Egüés, Baracaldo, Corbera, Lucena del Puerto, Guadassuar, Laujar de Andarax, Molina de Segura, Paredes de Escalona (Toledo), San Vicente del Monte, San Vicente de la Barquera, Graíces, San Vicente de Alcántara (Badajoz), Sigüenza, Zalamea la Real, Peñalba de Ávila, de la ciudad italiana de Vicenza, de San Vicente de Cañete, en la provincia del mismo nombre en Lima, de Los Realejos (Tenerife), donde además posee el privilegio de ser la única imagen del santo Mártir de todo el archipiélago canario siendo festivo cada 22 de enero desde 1609 por voto del antiguo ayuntamiento del Realejo de Abajo tras finalizar la peste de Landres donde acude el ayuntamiento, siendo esta una de las procesiones cívico-religiosas más antiguas de Canarias en agradecimiento al copatrón San Vicente Mártir, de los vinateros y los fabricantes de vinagre. Su fiesta se celebra el 22 de enero.
En la ciudad de Valencia, además de ser su patrón, San Vicente Mártir es también patrón del Gremio de Sastres y Modistas. Las fiestas patronales de Valencia se celebran el 22 de enero.
San Vicente es el patrón del Orden de los Diáconos de la diócesis de Bérgamo (Italia).
También es Santo Patrono en las localidades mexicanas de San Vicente Tancuayalab, en San Luis Potosí, y de San Vicente Chicoloapan, en el Estado de México.